# 대한민국 국민의 비자 요건

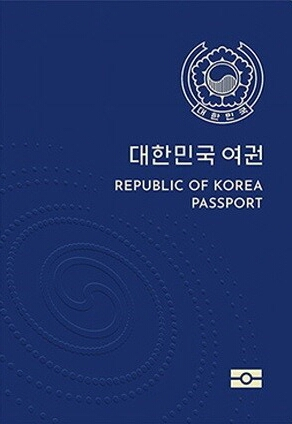
대한민국 여권

대한민국 국민의 비자 요건은 대한민국 국민의 비자 취득 및 기타 요건을 의미한다.
2018년 'Passport Index'에 따르면 대한민국 여권의 여행자유 점수는 (Visa Free Score)는 162점으로 스웨덴과 함께 세계 1위의 여권 영향력에 해당된다. 2018년 'The Henley & Partners Visa Restrictions Index'에 따르면 대한민국 여권으로 무비자 혹은 도착비자등으로 여행할 수 있는 국가 및 지역은 188개국 및 지역이며, 독일, 프랑스와 동일한 세계 3위의 비자 자유도에 해당된다. 글로벌 금융자문사 ‘아톤 캐피털(Arton Capital)’이 공개한 2018년 199개국 및 지역 ‘여권 파워’ 지수에서 한국이 싱가포르와 함께 162점으로 여권 파워 공동 1위에 올랐다. 여권 지수는 해당 여권으로 무비자 방문 가능국과 도착비자 가능 국가 수를 합산한 숫자다.

## 비자필요 유무 및 도착비자 가능 국가 및 지역 구분 지도

대한민국 국민의 무비자입국 가능국가

## 대한민국 국민 빈번 출국 상위 10개 국가 및 지역
대한민국 국민이 가장 많이 목적지로 삼는 상위 10개 국가의 발령중인 여행경보 및 무비자 입국 가능여부이다. 모든국가의 자세한 정보는 하단의 "대한민국 여권으로 비자면제 및 도착비자가 가능한 국가 및 지역" 문단을 참조하고 모든 국가의 자세한 여행경보 발령상황은 하단의 "여행경보제도" 문단을 참조하면 된다.
| 순위 | 국가 및 지역   | 최고 여행경보 상황        | 무비자 입국 가능유무 | 출국자 수(2017) |
| ---- | -------------- | ------------------------- | --- | --------------- |
| 1    | 일본           | 3단계 철수권고(일부지역)  | 가능(90일간) | 7,140,165       |
| 2    | 중화인민공화국 | 3단계 철수권고 (일부지역) | 가능(30일간) | 4,762,200       |
| 3    | 베트남         | 없음                      | 30일간 | 2,415,145       |
| 4    | 미국           | 없음                      | 가능(90일간), ESTA 사전허가 필요(USD10) 2011년 3월 이후 이란, 이라크, 수단, 시리아, 리비아, 소말리아, 예멘, 조선민주주의인민공화국, 2021년 1월 이후 쿠바의 방문이력이 확인되면 비자면제 적용불가 | 1,724,622       |
| 5    | 태국           | 3단계 철수권고(일부지역)  | 가능(90일간) | 1,709,070       |
| 6    | 필리핀         | 4단계 여행금지(일부지역)  | 가능(30일간) | 1,607,821       |
| 7    | 홍콩           | 없음                      | 가능(90일간) | 1,487,670       |
| 8    | 중화민국       | 없음                      | 가능(90일간) | 1,054,380       |
| 9    | 마카오         | 없음                      | 가능(90일간) | 874,253         |
| 10   | 싱가포르       | 없음                      | 가능(90일간) | 631,297         |

## 대한민국 여권으로 비자 면제 및 도착비자가 가능한 국가 및 지역

### 동북, 동남아시아
| 국가 및 지역           | 입국허가 기간 및 조건 |
| ---------------------- | --- |
| 대한민국               | 허가기간 및 조건의 제한없음 (본국)                                                                                          |
| 동티모르               | 30일간 도착비자 |
| 라오스                 | 30일간 |
| 베트남                 | 45일간 |
| 브루나이               | 30일간 |
| 마카오                 | 90일간 |
| 말레이시아             | 90일간 |
| 몽골                   | 90일간 (2024년 12월까지) |
| 미얀마                 | 28일간 28일간 전자비자 |
| 싱가포르               | 90일간 |
| 인도네시아             | 30일간 도착비자 (500,000 IDR) 및 전자도착비자                                                                               |
| 일본                   | 90일간 |
| 조선민주주의인민공화국 | 통일부의 승인을 받은 사람에 한해 5년이내의 방문증명서 부여 후 신고한 기간내에 한해 방문가능 보관됨 2014-04-28 - 웨이백 머신 |
| 대만                   | 90일간 |
| 중국                   | 30일간 |
| 캄보디아               | 30일간 도착비자 (관광 : USD 30, 상용 : USD 35) 및 전자비자                                                                  |
| 태국                   | 90일간 |
| 필리핀                 | 30일간 |
| 홍콩                   | 90일간 |

### 남, 중앙, 서아시아
| 국가 및 지역   | 입국허가 기간 및 조건                                                                                          |
| -------------- | --- |
| 남오세티야     | 러시아 비자 면제국가는 비자가 불필요하나 별개로 사전입국허가 필요                                              |
| 네팔           | 90일간 도착비자 (USD 25~100, 체류 일수에 따라 변동)                                                            |
| 레바논         | 30일간 도착비자 (무료, 30일 이상 90일 이하는 체류 일수에 따라 LBP 50,000~100,000)                              |
| 몰디브         | 30일간 도착비자 (무료)                                                                                         |
| 바레인         | 14일간 도착비자 (BHD 5) 및 전자비자                                                                            |
| 방글라데시     | 30일간 도착비자 (USD 50)                                                                                       |
| 사우디아라비아 | 90일간 도착비자 및 전자비자                                                                                    |
| 스리랑카       | 30일간 전자여행허가 (ETA) 사전신청 (USD 30)                                                                    |
| 시리아         | (여행금지국가)                                                                                                 |
| 아프가니스탄   | (여행금지국가)                                                                                                 |
| 아랍에미리트   | 90일간 |
| 아르메니아     | 1년 중 180일간                                                                                                 |
| 아제르바이잔   | 30일간 도착비자 및 전자비자                                                                                    |
| 압하지야       | 사전발급필요                                                                                                   |
| 예멘           | (여행금지국가)                                                                                                 |
| 오만           | 30일간 |
| 요르단         | 30일간 도착비자 (JOD 20) (5인상의 단체여행시 수수료 면제)                                                      |
| 우즈베키스탄   | 30일간 |
| 이라크         | 아르빌 공항 또는 술라이마니야 공항으로 입국 시 15일간 비자 면제, 본토 입국 시 도착비자 (여행금지국가)          |
| 이란           | 30일간 전자비자                                                                                                |
| 이스라엘       | 90일간 |
| 인도           | 60일간 도착비자 (더블 엔트리 비자로서 출국 후 비자 유효기간 내 1회 한정 재입국 가능) (RS 2000) 30일간 전자비자 |
| 조지아         | 365일간 |
| 카자흐스탄     | 30일간, 180일 중 60일                                                                                          |
| 카타르         | 90일간 |
| 쿠웨이트       | 90일간 도착비자 (무료)                                                                                         |
| 키르기스스탄   | 60일간 |
| 타지키스탄     | 30일간 무비자 또는 45일간 도착비자 (USD 15~220 체류 일수에 따라 변동)                                          |
| 투르크메니스탄 | 사전발급필요                                                                                                   |
| 튀르키예       | 180일 중 90일간                                                                                                |
| 파키스탄       | 30일간 전자여행허가 (ETA) 사전신청 (USD 25) 또는 90일간 전자비자                                               |

### 아메리카
| 국가 및 지역          | 입국허가 기간 및 조건 |
| --------------------- | --- |
| 가이아나              | 30일간 |
| 그린란드              | 90일간 |
| 그레나다              | 90일간 |
| 과들루프              | 90일간 |
| 과테말라              | 90일간 |
| 프랑스령 기아나       | 90일간 |
| 니카라과              | 90일간 |
| 도미니카 공화국       | 90일간 |
| 도미니카 연방         | 180일간 |
| 마르티니크            | 90일간 |
| 멕시코                | 최대 180일간 (체류 일수는 입국 시 결정) |
| 몬트세랫              | 180일간 |
| 미국                  | 90일간 (미국 비자면제프로그램 (ESTA) 사전허가 필요 (USD 21)) 단 2011년 3월 이후 이란, 이라크, 수단, 시리아, 리비아, 소말리아, 예멘, 조선민주주의인민공화국, 2021년 1월 이후 쿠바의 방문이력이 확인되면 비자 면제 적용불가 |
| 바베이도스            | 90일간 |
| 바하마                | 90일간 |
| 버뮤다                | 180일간 |
| 베네수엘라            | 90일간 |
| 영국령 버진아일랜드   | 180일간 |
| 미국령 버진아일랜드   | 90일간 (미국 비자면제프로그램 (ESTA) 사전허가 필요 (USD 21)) 단 2011년 3월 이후 이란 이라크, 수단, 시리아, 리비아, 소말리아, 예멘, 조선민주주의인민공화국의 방문이력이 확인되면 비자 면제 적용불가                        |
| 볼리비아              | 30일간 도착비자 (USD 100) |
| 브라질                | 90일간 |
| 생바르텔레미          | 90일간 |
| 생피에르 미클롱       | 90일간 |
| 세인트빈센트 그레나딘 | 90일간 |
| 세인트키츠 네비스     | 90일간 |
| 세인트루시아          | 90일간 |
| 수리남                | 90일간 |
| 신트마르턴            | 90일간 |
| 아루바                | 30일간 |
| 아르헨티나            | 90일간 |
| 아이티                | (여행금지국가) |
| 온두라스              | 90일간 |
| 앤티가 바부다         | 90일간 |
| 앵귈라                | 90일간 |
| 에콰도르              | 90일간 |
| 엘살바도르            | 90일간 |
| 우루과이              | 90일간 |
| 자메이카              | 90일간 |
| 칠레                  | 90일간 |
| 캐나다                | 180일간 전자여행허가 (eTA, USD 7) 사전신청 필요 |
| 코스타리카            | 90일간 |
| 콜롬비아              | 90일간 |
| 쿠바                  | 투어리스트 카드 (USD 25) 구입, 여행자보험 가입시 30일간 입국허용 |
| 퀴라소                | 90일간 |
| 터크스 케이커스 제도  | 180일간 |
| 트리니다드 토바고     | 90일간 |
| 파나마                | 90일간 |
| 파라과이              | 30일간 |
| 페루                  | 최대 90일간 (체류 일수는 입국 시 결정) |
| 포클랜드 제도         | 30일간 |
| 케이맨 제도           | 크루즈로 입국시 1일간 미국, 캐나다 또는 영국 영주권 소지자의 경우 6개월 |
| 벨리즈                | 90일간 |
| 푸에르토리코          | 90일간 (미국 비자면제프로그램 (ESTA) 사전허가 필요 (USD 21)) 단 2011년 3월 이후 이란 이라크, 수단, 시리아, 리비아, 소말리아, 예멘, 조선민주주의인민공화국의 방문이력이 확인되면 비자 면제 적용불가                        |

### 아프리카
| 국가 및 지역        | 입국허가 기간 및 조건 |
| ------------------- | --- |
| 가나                | 사전발급필요 |
| 가봉                | G20 국가는 30일간 비자 면제, 전자비자는 단수 최대 90일간 (EUR 70)                                                                      |
| 감비아              | 사전입국허가필요 |
| 기니                | 90일간 전자비자 |
| 기니비사우          | 90일간 도착비자 |
| 나이지리아          | 90일간 전자비자 |
| 남수단              | 30일간 전자비자 |
| 남아프리카 공화국   | 30일간 |
| 니제르              | 사전발급필요 |
| 라이베리아          | 사전발급필요 |
| 레소토              | 60일간 |
| 레위니옹            | 90일간 |
| 르완다              | 30일간 도착비자 및 전자비자 (V-1 single entry visa에 한함), 입국 시 수수료 (USD 30) 보관됨 2017-06-13 - 웨이백 머신                    |
| 리비아              | (여행금지국가) |
| 마다가스카르        | 90일간 도착비자 (MGA 140,000) |
| 말라위              | 30일간 도착비자 (USD 70) 보관됨 2014-02-17 - 웨이백 머신 및 전자비자                                                                   |
| 말리                | 사전발급필요 |
| 마요트              | 90일간 |
| 모리셔스            | 90일간 |
| 모로코              | 90일간 |
| 모잠비크            | 30일간 비자 면제, 입국 전 사이트에서 등록 (MT 650)                                                                                     |
| 베냉                | 30일간 전자비자 |
| 보츠와나            | 90일간 |
| 부르키나파소        | 전자비자 |
| 부룬디              | 30일간 도착비자 (USD 40 : 72시간 이내, USD 90 : 72시간 이상)                                                                           |
| 상투메 프린시페     | 15일간 |
| 세네갈              | 90일간 |
| 세이셸              | 30일간 도착비자 (무료) |
| 세인트헬레나        | 90일간 |
| 소말리아            | 30일간 도착비자 (USD 50, 여행금지국가)                                                                                                 |
| 소말릴란드          | (여행금지국가) |
| 수단                | (여행금지국가) |
| 시에라리온          | 30일간 도착비자 (USD 80) 및 전자비자                                                                                                   |
| 알제리              | 사전발급필요 |
| 앙골라              | 30일간 |
| 에리트레아          | 사전발급필요 |
| 에스와티니          | 30일간 |
| 에티오피아          | 90일간 전자비자 |
| 우간다              | 90일간 전자비자 (USD 50) |
| 이집트              | 30일간 도착비자 (USD 25) 및 전자비자 (30일간, 싱글 USD 25, 멀티 USD 60 보관됨 2008-10-11 - 웨이백 머신 보관됨 2009-12-05 - 웨이백 머신 |
| 잠비아              | 여행은 (30일간) 면제, 상용 외 기타는 (30일간) 도착비자 (단수입국 : USD 50, 복수입국 : USD 80) 및 전자비자                              |
| 적도 기니           | 전자비자 |
| 중앙아프리카 공화국 | 사전발급필요 |
| 지부티              | 31일간 전자비자 |
| 짐바브웨            | 90일간 도착비자 (USD 30~70, 체류 일수에 따라 변동) 및 전자비자                                                                         |
| 차드                | 사전발급필요 |
| 카메룬              | 전자비자 |
| 카보베르데          | 28일간 도착비자 (EUR 25) }} |
| 코모로              | 45일간 도착비자 (EUR 30 또는 USD 50)                                                                                                   |
| 케냐                | 90일간 전자비자 (USD 51) |
| 코트디부아르        | 90일간 전자비자 (EUR 50) 보관됨 2017-04-22 - 웨이백 머신                                                                               |
| 콩고 공화국         | 사전발급필요 |
| 콩고 민주 공화국    | 7일간 전자비자 (비자비용 USD 300 + 공항세 USD 90)                                                                                      |
| 탄자니아            | 90일간 도착비자 (USD 50) 및 전자비자                                                                                                   |
| 토고                | 15일간 전자비자 |
| 튀니지              | 90일간 |

### 유럽
| 국가 및 지역                                                           | 입국허가 기간 및 조건                                                      |
| ---------------------------------------------------------------------- | -------------------------------------------------------------------------- |
| 유럽 연합 솅겐 조약 지역 ( 모나코, 산마리노, 안도라, 바티칸 시국 포함) | 180일 중 90일간 (2024년 중으로 전자여행허가 (ETIAS) 사전신청 필요 (EUR 7)) |
| 러시아                                                                 | 60일간, 180일 중 최대 90일                                                 |
| 루마니아                                                               | 90일간                                                                     |
| 북마케도니아                                                           | 1년 중 누적 90일간                                                         |
| 몬테네그로                                                             | 90일간                                                                     |
| 몰도바                                                                 | 180일 중 90일간                                                            |
| 벨라루스                                                               | (항공으로 입국 할 경우) 30일간, 육로 입국은 사전에 비자 필요               |
| 보스니아 헤르체고비나                                                  | 90일간                                                                     |
| 불가리아                                                               | 90일간                                                                     |
| 세르비아                                                               | 90일간                                                                     |
| 아일랜드                                                               | 90일간                                                                     |
| 안도라                                                                 | 90일간                                                                     |
| 알바니아                                                               | 90일간                                                                     |
| 영국 ( 건지섬, 맨섬, 저지섬포함)                                       | 180일간                                                                    |
| 우크라이나                                                             | 180일 중 90일간 비자 면제 (여행금지국가)                                   |
| 지브롤터                                                               | 90일간                                                                     |
| 코소보                                                                 | 90일간                                                                     |
| 키프로스                                                               | 90일간                                                                     |
| 페로 제도                                                              | 90일간                                                                     |

### 오세아니아
| 국가 및 지역        | 입국허가 기간 및 조건 |
| ------------------- | --- |
| 괌                  | 45일간 (미국 비자면제프로그램 미 신청시), 90일간 (미국 비자면제프로그램 (ESTA) 사전허가 취득시 (USD 21)) 단 2011년 3월 이후 이란 이라크, 수단, 시리아, 리비아, 소말리아, 예멘, 조선민주주의인민공화국의 방문이력이 확인되면 비자 면제 적용불가 |
| 나우루              | 사전발급필요 |
| 노퍽섬              | 90일간 (호주 전자여행허가 (ETA) 사전신청 필요 (AUD 20)) |
| 뉴질랜드            | 90일간 (뉴질랜드 전자여행허가 (NZETA) 사전신청 필요 (NZD 20)) |
| 누벨칼레도니        | 90일간 |
| 니우에              | 30일간 |
| 마셜 제도           | 30일간 보관됨 2014-02-01 - 웨이백 머신 |
| 미크로네시아 연방   | 30일간 |
| 북마리아나 제도     | 45일간 (미국 비자면제프로그램 미 신청시), 90일간 (미국 비자면제프로그램 (ESTA) 사전허가 취득시 (USD 21) 단 2011년 3월 이후 이란 이라크, 수단, 시리아, 리비아, 소말리아, 예멘, 조선민주주의인민공화국의 방문이력이 확인되면 비자 면제 적용불가  |
| 바누아투            | 30일간 |
| 사모아              | 60일간 |
| 솔로몬 제도         | 45일간 도착비자 (1년 중 최대 90일) |
| 아메리칸사모아      | 90일간 (미국 비자면제프로그램 (ESTA) 사전허가 필요(USD 10) 단 2011년 3월 이후 이란 이라크, 수단, 시리아, 리비아, 소말리아, 예멘, 조선민주주의인민공화국의 방문이력이 확인되면 비자 면제 적용불가)                                              |
| 오스트레일리아      | 90일간 (호주 전자여행허가 (ETA) 사전신청 필요 (AUD 20)) |
| 왈리스 푸투나       | 90일간 보관됨 2015-01-09 - 웨이백 머신 |
| 쿡 제도             | 90일간 (뉴질랜드 전자여행허가 (NZETA) 사전신청 필요 (NZD 20)) |
| 키리바시            | 30일간 |
| 토켈라우            | 30일간 |
| 통가                | 31일간 도착비자 (무료) |
| 투발루              | 30일간 도착비자 (무료) |
| 팔라우              | 30일간 도착비자 (무료) |
| 파푸아뉴기니        | 60일간 전자비자 (USD 50) |
| 프랑스령 폴리네시아 | 90일간 |
| 피지                | 120일간 |

## 여행경보제도

### 여행금지(흑색경보) 국가 및 지역
대한민국 외교부에서는 여행금지국가를 지정하고 있다. 다음 국가에서는 대한민국 국적자의 여행이 금지되며 무단으로 방문할때에는 1년 이하의 징역 또는 1000만원 이하 벌금에 처하게 된다. 다만 영주(永住), 취재 및 보도, 긴급한 인도적 사유, 공무 등 대통령령으로 지정하는 목적의 여행으로 외교부장관이 필요하다고 인정하면 여권의 사용과 방문체류가 가능하다.
| 국가 및 지역                                        | 여행금지 선포일     | 여행금지 만료예정일 |
| --------------------------------------------------- | ------------------- | ------------------- |
| 소말리아                                            | 2007년 8월 7일부터  | 2023년 7월 31일까지 |
| 아프가니스탄                                        | 2007년 8월 7일부터  | 2023년 7월 31일까지 |
| 이라크                                              | 2007년 8월 7일부터  | 2023년 7월 31일까지 |
| 예멘                                                | 2011년 6월 28일부터 | 2023년 7월 31일까지 |
| 시리아                                              | 2011년 8월 30일부터 | 2023년 7월 31일까지 |
| 리비아                                              | 2014년 8월 4일부터  | 2023년 7월 31일까지 |
| 필리핀 (잠보앙가, 술루 군도, 바실란, 타위타위 군도) | 2015년 12월 1일부터 | 2023년 7월 31일까지 |
| 우크라이나                                          | 2022년 2월 13일부터 | 없음                |
| 수단                                                | 2023년 4월 29일부터 | 2023년 7월 31일까지 |
| 아이티                                              | 2024년 5월 1일부터  | 없음                |

### 특별여행경보 2단계(여행금지) 발령 국가 및 지역
"특별여행경보" 제도는 단기적인 위험 상황이 발생하는 경우에 발령하고 있으며, 특히 2단계의 경우에는 여행금지(흑색경보)와 동일한 효과가 있다.
| 국가 및 지역        | 특별여행경보 선포일  | 적용범위                                                      |
| ------------------- | -------------------- | ------------------------------------------------------------- |
| 파키스탄            | 2017년 7월 17일부터  | 발루치스틴 주                                                 |
| 남수단              | 2013년 12월 19일부터 | 전 지역                                                       |
| 레바논              | 2014년 1월 17일부터  | 북부 트리폴리, 아르살, 헤르멜, 브리텔 이북, 바알베크          |
| 이스라엘            | 2014년 7월 14일부터  | 가자지구 전역                                                 |
| 이집트              | 2014년 2월 17일부터  | 시나이반도 전역                                               |
| 중앙아프리카 공화국 | 2013년 11월 28일부터 | 전 지역                                                       |
| 카메룬              | 2014년 6월 9일부터   | 엑스트렘므-노르 지역                                          |
| 필리핀              | 2015년 1월 25일부터  | 여행금지지역을 제외한 민다나오(다바오/카가얀데오로 제외) 전역 |

## 자동 출입국 심사 가능 국가 및 지역
단기체재 혹은 무비자로 입국할 때 이용가능한 국가 및 지역이며, 국가별로 등록조건이나 이용조건, 유효기간이 상이하므로, 사전에 꼼꼼히 체크하여야 한다.
| 등록가능 국가 및 지역 | 시행 개시일          | 신청 후 유효기간   | 사전신청 | 기타                                                                                           |
| --------------------- | -------------------- | ------------------ | -------- | ---------------------------------------------------------------------------------------------- |
| 미국                  | 2012년 6월 12일부터  | 등록 후 5년간      | 필요     | 수수료 USD 100                                                                                 |
| 핀란드                | 2013년 5월 1일부터   | 상시사용 가능      | 불필요   | 헬싱키 공항에서만 이용가능                                                                     |
| 홍콩                  | 2013년 12월 12일부터 | 여권 만료일 1일전  | 불필요   | 대면심사 입국 후, 지정된 등록센터에서 등록                                                     |
| 영국                  | 2016년 1월 25일부터  | 상시사용 가능      | 불필요   | 히드로공항, 게트윅공항, 유로스타이용시 이용가능 런던 스텐스테드공항 및 루튼공항에서도 이용가능 |
| 오스트레일리아        | 2016년 6월 20일부터  | 상시사용 가능      | 불필요   | 도착 후 KIOSK에서 등록 후 이용가능                                                             |
| 네덜란드              | 2016년 7월부터       | 상시사용 가능      | 불필요   | 스키폴 공항에서 출국 할 때만 이용가능                                                          |
| 마카오                | 2016년 12월 28일부터 | 여권 만료일 30일전 | 불필요   | 도착공항, 항만등에서 먼저 등록 후 이용가능                                                     |
| 중화민국              | 2018년 6월 27일부터  | 여권 만료일까지    | 필요     | 입국서류 온라인 작성. 지정된 등록센터에서 등록 후 이용가능                                     |
| 이탈리아              | 2018년 7월 4일부터   | 상시사용 가능      | 불필요   | 로마공항에서만 07:00~14:00, 17:00~20:00 이용가능                                               |
| 독일                  | 2018년 12월 1일부터  | 여권 만료일까지    | 필요     | 입국서류 온라인 작성. 대면심사 입국 후, 지정된 등록센터에서 등록                               |
| 싱가포르              | 2019년 8월 29일부터  | 여권 만료일까지    | 필요     | 최근 2년간 2회이상 싱가포르 방문기록 필요                                                      |

## 같이 보기
- 대한민국의 여행경보제도
- 대한민국의 비자 정책
- 대한민국 여권
- ROK-VISIT
- 미국 비자면제 프로그램